# Tunísia nos Jogos Olímpicos de Verão de 1984
A Tunísia competiu nos Jogos Olímpicos de Verão de 1984 em Los Angeles, Estados Unidos. O país retornou às Olimpíadas após participar do boicote aos Jogos Olímpicos de Verão de 1980.

## Resultados por Evento

### Atletismo
5.000m masculino
- Fethi Baccouche
  - Eliminatórias — não terminou (→ não avançou)

### Boxe
Peso Pena (– 57 kg)
- Noureddine Boughani
- Primeira rodada — Bye
- Segunda rodada — Perdeu para Satoru Higashi (Japão), 1:4

Peso Meio-médio ligeiro (– 63.5 kg)
- Lofti Belkhir
  - Primeira rodada — Bye
  - Segunda rodada — Derrotou Kunihiro Miuro (Japão), 4:1
  - Terceira rodada — Derrotou Roshdy Armanios (Egito), 5:0
  - Quartas-de-final — Perdeu para Mircea Fulger (Romênia), 0:5

Peso Meio-médio (– 67 kg)
- Khemais Refai
  - Primeira rodada — Bye
  - Segunda rodada — Derrotou Konrad König (Áustria), RSC-1
  - Terceira rodada — Perdeu para Genaro Léon (México), 2:3

### Natação
100m livre feminino
- Faten Ghattas
  - Eliminatória — 1:02.00 (→ não avançou, 35º lugar)

200m livre feminino
- Faten Ghattas
  - Eliminatória — não começou (→ não avançou, sem classificação)

400m livre feminino
- Faten Ghattas
  - Eliminatória — não começou (→ não avançou, sem classificação)

200m borboleta feminino
- Faten Ghattas
  - Eliminatória — 2:22.68 (→ não avançou, 25º lugar)

200m medley masculino
- Faten Ghattas
  - Eliminatória — 2:29.77 (→ não avançou, 23º lugar)

400m medley feminino
- Faten Ghattas
  - Eliminatória — não começou (→ não avançou, sem classificação)

### Voleibol

#### Competição Masculina
- Fase Preliminar (Grupo A)
  - Perdeu para a Coreia do Sul (0-3)
  - Perdeu para os Estados Unidos (0-3)
  - Perdeu para o Brasil (0-3)
  - Perdeu para a Argentina (0-3)
- Partida de Classificação
  - 9º/10º lugar: Derrotou o Egito (3-2) → 9º lugar
- Team Roster
  - Faycal Laridhi
  - Mohamed Barsar
  - Rachid Bousarsar
  - Ghazi Mhiri
  - Msaddek Lahmar
  - Mounir Barek
  - Walid Boulehya
  - Slim Maherzi
  - Chebbi Mbarek
  - Yassine Mezlini
  - Aziz Ben Abdallah
  - Adel Khechini